# Stufenausbildung
Als Stufenausbildung bezeichnet man ein fachlich zusammengehörendes System von Ausbildungsmaßnahmen, das stufenförmig angeordnet ist. An einer höheren Ausbildungsstufe kann nur teilgenommen werden, wenn die vorhergehende(n) Stufe(n) erfolgreich abgeschlossen wurde(n). Auf diese Art strukturierte Bildungsmaßnahmen gibt es in verschiedenen Bereichen.

## Stufenausbildung (Berufsausbildung)
Eine Stufenausbildung wird in einzelnen Stufen absolviert. Diese Ausbildungsform ist von der gestuften Ausbildung (s. u.) zu unterscheiden, da es z. B. bei der Beantragung von finanziellen Mitteln darauf ankommt, ob sich der Auszubildende in einer Erst- oder Zweitausbildung befindet. Bis zum erfolgreichen Abschluss der letzten Stufe befindet sich der Auszubildende in einer Stufenausbildung in der Erstausbildung (vorausgesetzt, er hat nicht vorher bereits einen anderen Abschluss erzielt).

## Gestufte Ausbildung
In der betrieblichen Berufsausbildung gibt es in Deutschland zudem die Variante der gestuften Ausbildungsgänge (z. B. in der Bauwirtschaft, in der Textil- und Lederindustrie, im Postverkehr sowie im Rettungsdienst). Die gesamte Ausbildung geht meist über zwei Stufen. Sie kann nach jeder Stufe mit einem anerkannten Abschluss in einem Ausbildungsberuf beendet oder jedoch mit der nächsten Stufe fortgesetzt werden. Nach Abschluss der ersten Stufe einer gestuften Ausbildung ist auch die Erstausbildung beendet – eine Fortsetzung erfolgt als Zweitausbildung.
In der Bauwirtschaft beispielsweise endet die Ausbildung nach zwei Jahren mit dem Abschluss Hochbaufacharbeiter, eine weitere einjährige Ausbildung führt dann zum Maurer oder zum Beton- und Stahlbetonbauer.
Von 1972 bis 1987 wurden auch die industriellen Elektroberufe gestuft ausgebildet. Wegen unterschiedlicher Auffassungen der Sozialpartner wurde mit der Neuordnung von 1987 diese Form jedoch wieder aufgegeben.

## Stufenausbildung (Feuerwehr)
Einige Feuerwehren sind dazu übergegangen, eine Ausbildung zum mittleren feuerwehrtechnischen Dienst für Schulabgänger anzubieten. Hierbei werden direkt Schulabgänger eingestellt, die dann eine meist 18-monatige, speziell auf die Bedürfnisse der Feuerwehr zugeschnittene handwerkliche Spezialausbildung durchlaufen, bevor sie in die traditionelle Feuerwehr-Grundausbildung gehen. Bei der handwerklichen Ausbildung geht es darum, in verschiedenen Bereichen das nötige Wissen für den Einsatzdienst zu vermitteln und in der Praxis zu festigen. Sie ist typischerweise in vier Teilbereiche zu je vier Monaten gegliedert, die in den verschiedenen Bereichen Metall, Holz, Elektro und Gas/Wasser/Lüftung/Sanitär absolviert wird. Nebenbei wird in den klassischen Berufsschulfächern (ebenfalls fachbezogen) allgemeinbildend unterrichtet. Indem diese Ausbildung von der Feuerwehr geplant und organisiert wird, ist ein hoher sachlicher und fachlicher Standard enthalten.
Folgende öffentliche Feuerwehren bieten dies an (Liste nicht vollständig):
- Berliner Feuerwehr[1]
- Feuerwehr Hamburg[2]
- Feuerwehr Düsseldorf[3]
- Feuerwehr Grevenbroich[4]
- Feuerwehr Köln[5]
- Feuerwehr Wuppertal[6]
- Feuerwehr Frankfurt am Main[7]

Schulische Module wie Mathematik, Deutsch, Politik usw. werden an der Hessischen Landesfeuerwehrschule Angehörigen von Werkfeuerwehren aus ganz Deutschland vermittelt.
Der erste Lehrgang dieser Art startete im Oktober 2007.
Viele Werkfeuerwehren verwenden ein ähnliches Ausbildungskonzept.